# Luigi Fabbri
Luigi Fabbri (Fabriano, 23 de diciembre de 1877 - Montevideo, 24 de junio de 1935) fue un militante anarquista italiano, escritor y educador, y durante la Primera Guerra Mundial agitador y propagandista. Padre de Luce Fabbri. Fabbri fue por largo tiempo un contribuidor prolífico a la prensa anarquista en Europa y luego en Sudamérica, coeditor de L'Agitazione, junto a Errico Malatesta. Ayudó a editar el periódico Università popolare en Milán. Primero condenado por sus actividades anarquistas a la edad de 16 en Ancona, Fabbri pasó muchos años en prisiones italianas. Fabbri fue un delegado al Congreso Internacional Anarquista llevado a cabo en Ámsterdam en 1907.
Fue el autor de: Dictadura y Revolución (Dettadura e Rivoluzione), una respuesta a la obra de Lenin El Estado y la revolución; Vida de Malatesta, traducida por Adán Wight (publicado originalmente en 1936), este libro fue publicado otra vez con el contenido ampliado en 1945. Además escribió otros libros políticos. En Uruguay se dedicó a la docencia escolar y secundaria manteniendo sus ideas. Fue el padre de la anarquista y educadora uruguaya Luce Fabbri.

## Biografía
Luchó en la "Semana Roja", la huelga general de los sindicatos en 1914, por lo que se tuvo que exiliar en Suiza, por corto tiempo. Luego de estar exiliado en Londres, viajó en un barco mercante al sur de Italia, recorrió toda la península y apareció en Génova, aclamado por la multitud como un líder revolucionario, papel que siempre se negó a asumir, por sus convicciones ideológicas libertarias. Dirigió el diario del que también Malatesta participaba, Umanità Nova, primero en Milán y luego en Roma.
Entre 1919 y 1920, en la toma de las fábricas, los anarquistas tuvieron un papel muy importante. No obstante, el papel de Fabbri no fue muy relevante debido al hecho de estar viviendo en Bolonia, que no era una ciudad industrial. Deseaba que los trabajadores no abandonasen las fábricas, y contribuyó con sus artículos, mientras que Malatesta fue a las fábricas en Roma, para personalmente tratar que el movimiento prosiguiera.
El movimiento había sido interrumpido por los reformistas. La central sindical mayoritaria era socialista (marxista), no era socialista revolucionaria. Por lo tanto, había divisiones en el partido socialista: estaban los maximalistas (revolucionarios) y los “legalistas”. Fabbri, a esa altura, ya era muy pesimista, y pensaba que el momento revolucionario ya había pasado, y si bien deseaba aprovechar la última oportunidad, no creía que el desenlace fuera favorable a los anarquistas.
Comenzó a tener grandes dificultades en Italia desde el ascenso al poder de Benito Mussolini en 1922, siendo arrestado dos veces.  Ése mismo año aparece su libro La contro-rivoluzione preventiva, donde presenta el concepto del fascismo rojo, el cual señala presente a la sazón en Rusia.  La situación de todos los anarquistas se hizo muy difícil bajo el régimen fascista. De todos modos, durante los primeros años del fascismo, la propaganda continuó aunque muy limitada: el periódico Pensiero e Volontá de Malatesta se fundó en 1924, pero poco después fue suspendido. Umanitá Nova también salía con dificultades, cuando no era prohibida.
Fabbri era maestro de escuela primaria, y continuó enseñando durante más de 4 años. En 1926 se hizo obligatorio para los docentes jurar fidelidad al régimen fascista, a los que Fabbri se negó. Cruzó la frontera hacia Francia, separándose de su familia. Su hijo y su esposa fueron a Roma a trabajar, mientras su hija permaneció en Bolonia por dos años. Luego, su mujer y su hija se reunieron con Fabbri en Francia, pero su hijo permaneció en la capital italiana, y ya nunca volvieron a verse.
Iba a ser expulsado de Francia por presión de la embajada italiana, y mientras se efectuaban los trámites diplomáticos, la policía lo detuvo en su hotel y lo depositó en la frontera con Bélgica, pasándolo clandestinamente por la frontera, para no ser detenido por las autoridades belgas, a fin de que no lo enviasen de vuelta a Francia. Una vez en Bruselas comenzó a preparar un viaje a Sudamérica, viajando en barco con su familia hasta Uruguay.
Fabbri ya había hecho colaboraciones desde Europa para el periódico anarquista La Protesta, de Buenos Aires. Se dedicó más plenamente a la actividad periodística en la región rioplatense. También trabajaba como profesor, aunque los editores de La Protesta lo ayudaban económicamente. Pero el 6 de septiembre de 1930, un golpe militar del general Uriburu terminó con el gobierno democrático de Hipólito Yrigoyen, y prohibió toda actividad obrera, y en especial persiguió a los anarquistas. La Protesta fue clausurada y destruyeron sus oficinas e imprenta. Luigi Fabbri se trasladó al Uruguay, donde vivió sus últimos años.

## Obras publicadas
- La contro-rivoluzione preventiva (riflessioni sul fascismo), 1922. Bolonia: Licinio Cappelli.
- Influencias burguesas en el anarquismo
- Sindicalismo y anarquismo
- Malatesta: su vida y su pensamiento.
- Los comunistas y la religión
- El último filósofo del Renacimiento: Giordano Bruno
- Crítica Revolucionaria
- ¿Qué es la anarquía? Anarquía y comunismo en el pensamiento de Malatesta
- El anarquismo, la libertad, la revolución
- Carlo Pisacane: la vida, la obra, la acción revolucionaria
- El ideal humano
- Cartas a una mujer sobre la anarquía
- Dictadura y Revolución
- La crisis del anarquismo
- Revolución no es dictadura: La gestión directa de las bases en el socialismo
- En el CAFE: Conversaciones sobre el anarquismo
- Anarquismo y comunismo científico
- Socialismo, dictadura y revolución
- Páginas de lucha cotidiana
- Comunismo libertario o capitalismo de Estado
- La base ideal de la anarquía
- Quienes somos y qué queremos
- La función del anarquismo en la revolución
- Guerra, patria, militarismo
- Cuestiones Urgentes
- El pensamiento social de Piotr Kropotkin
- La organización obrera y la anarquía: a propósito del sindicalismo
- La organización anarquista.